# Trichostomum spirale
Trichostomum spirale là một loài Rêu trong họ Pottiaceae. Loài này được Grout miêu tả khoa học đầu tiên năm 1938.